# Квінт Муцій Сцевола (консул 174 року до н. е.)
Квінт Му́цій Сцево́ла (лат. Quintus Mucius Scaevola, ? — після 171 до н. е.) — політичний та військовий діяч часів Римської республіки, консул 174 року до н. е.

## Життєпис
Походив з впливового плебейського роду Муціїв. Син Квінта Муція Сцеволи, претора 215 року до н. е. Про молоді роки немає відомостей. Став союзником впливового роду Фульвіїв.
У 179 році до н. е. разом з братом Публієм став претором. 
У 174 році до н. е. його було обрано консулом разом з Спурієм Постумієм Альбіном Павлулом.
У 171 році до н. е. був військовим трибуном при консулі Публії Ліцинії Крассі під час Третьої Македонської війни. За наказом Красса захопив Амбракію.
З того часу про подальшу долю Квінта Муція Сцеволи згадок немає.

## Сім'я
- Квінт Муцій Сцевола, консул 117 року до н. е.